# Försvarshögskolan, Finland

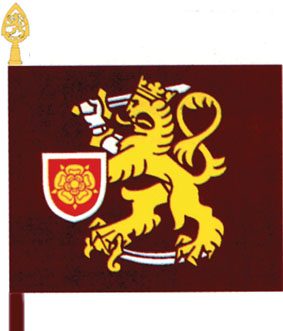
Försvarshögskolans fana.

Försvarshögskolan (finska: Maanpuolustuskorkeakoulu) är ett finländskt universitet underställd försvarsministeriet, som ger den högsta utbildningen inom det militära området i Finland. Den är belägen i stadsdelarna Sandhamn och Kronohagen i Helsingfors. Officerare i den finländska försvarsmakten och i Gränsbevakningsväsendet utbildas vid Försvarshögskolan. Försvarshögskolan är ett universitet där kandidat-, magister- liksom doktorsexamina ges. Undervisningsspråket är finska.

## Utbildning
Undervisningsämnena vid Försvarshögskolan är ledarskap, operationsförmåga och taktik, militärpedagogik, teknik, strategi och säkerhetspolitik, krigshistoria, språk (engelska, tyska, franska, ryska) samt forskarutbildning.

## Examina
Det finns två examina: kandidatexamen i militärvetenskaper (180 studiepoäng) och magisterexamen i militärvetenskaper (120 studiepoäng). Från och med 2007 får alla nya kadetter rätten att studera till magisterexamen. Efter tre års studium avläggas kandidatexamen, som följes av cirka tre års tjänstperiod i en truppenenhet som löjtnant. Därefter studerar officeren cirka två år för magisterexamen. Efter magisterexamen erhålles premiärlöjtnants grad.

## Underställda organisationsenheter
Försvarskurser, Försvarshögskolans bibliotek och Krigsmuseet fungerar under Försvarshögskolan.